# Ford Mustang Maxum GTP

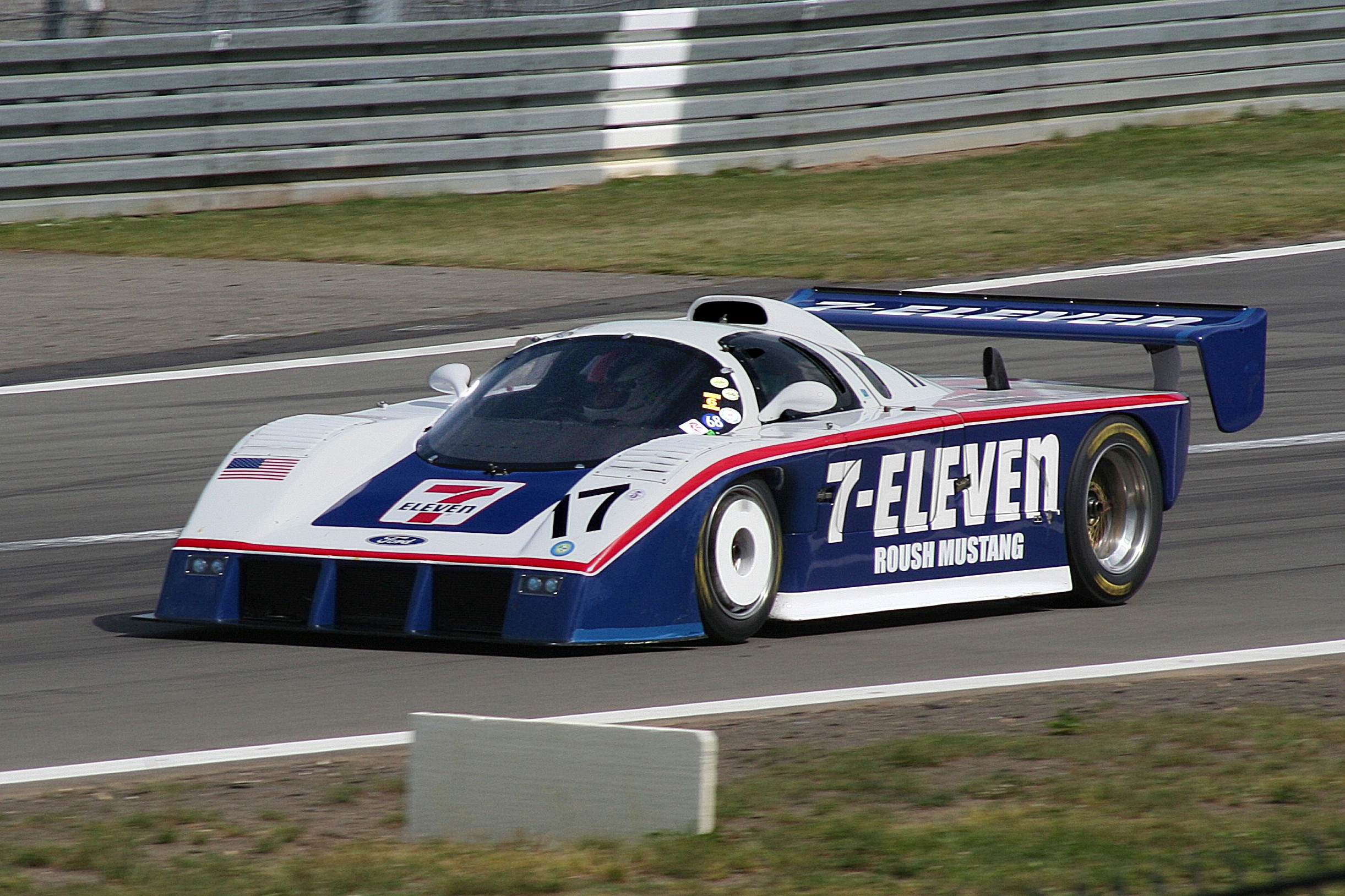
Ford Maxum GTP de 1986

La Ford Mustang Maxum GTP était une voiture de course sportive conçue par Paul Brown et construite par Maxum Sports Cars pour le Championnat IMSA GT. Elle a été exploitée par Roush Racing au cours de la saison 1987.

## Conception
Maxum a été fondée par le manager de Zakspeed USA, Alan Smith, l'ancien designer de Zakspeed, Paul Brown, et l'ingénieur britannique Dennis Aldred, ainsi qu'avec le soutien financier de l'héritier cosmétique John Shearer. Leur intention était de construire une voiture à bas prix qui était un développement des principes employés dans la conception de la Ford Mustang Probe GTP de Zakspeed.
La voiture en résultant était visuellement similaire à la Probe de Zakspeed, mais c'était une toute nouvelle conception partant d'une feuille blanche. Elle avait des tunnels Venturi, un plancher plus larges pour une force d'appui accrue et un empattement plus long pour accueillir une plus grande variété de moteurs.
Le moteur agissait comme un élément structurel contraint contrairement au moteur quatre cylindres de la Probe, qui devait être soutenu par un arceau du châssis. Construit en grande partie dans une unité industrielle délabrée à Bolton, en Angleterre, la voiture a été conçue, construite et livrée en exactement 100 jours.

## Histoire en course
Roush Performance a fait ses débuts avec la voiture aux 24 Heures de Daytona 1987 sous la bannière «Roush Racing», en sélectionnant Scott Pruett, Pete Halsmer et Tom Gloy pour la conduire. À l'insu de Maxum, Roush avait signé un accord exclusif avec Bridgestone, ce qui signifie que la voiture roulait avec des pneus Bridgestone Potenza plutôt que des Goodyear Eagles pour lesquels la voiture avait été conçue. Cela a conduit à des problèmes de tenue de route et à une défaillance de la suspension après 120 tours qui les ont relégués à la 58e place au classement général et à la 14e dans la catégorie IMSA GTP.
Après Daytona, la voiture a été réservée dans la soufflerie à grande échelle de Lockheed Martin, apparemment pour le développement aérodynamique. John Dick, le directeur de l'équipe Roush, était chargé du test et a donné la priorité à la configuration par rapport à l'aérodynamique, laissant le personnel de Maxum largement mis à l'écart.
La manche suivante de la série IMSA, qui était le Grand Prix de Miami, s'est avérée un peu plus réussie; Pruett et Halsmer ont amené la voiture en troisième position, battant sept des huit Porsche 962 qui ont terminé la course, ainsi que la Jaguar XJR-7 d'usine engagée. Malheureusement, Halsmer a heurté un mur dans le dernier tour, causant des dommages importants à la voiture, ce qui lui a valu de rater les 12 Heures de Sebring 1987 alors que la voiture était renvoyée à l'atelier de Roush à Détroit pour réparation.
Le Grand Prix d'Atlanta a vu Roush abandonner après 45 tours, les limitant à la 22e place au classement général et à la neuvième dans la catégorie GTP. Bien que l'équipe ait terminé la course suivante, le Grand Prix du Los Angeles Times, elle n'a pas pu faire mieux que 15e au classement général et septième de sa catégorie; c'était les derniers de tous ceux qui couraient encore à la fin de la course. Les choses ne se sont pas améliorées non plus au Monterey Triple Crown; un moteur fatigué après 25 tours a vu Pruett terminer 22e au classement général et 12e de la catégorie. Le Grand Prix de Lime Rock a connu un fort retour en forme, alors que Pruett et Halmser ont pris la deuxième place au classement général, terminant 37 secondes derrière la Porsche 962 d'Al Holbert; La 962 de Holbert et la Mustang Maxum GTP étaient les deux seules voitures dans le tour de tête. Davy Jones a été sélectionné pour conduire la voiture au Grand Prix de Mid-Ohio; il a abandonné après 23 tours, se classant 23e au général et neuvième de sa catégorie. A présent, la voiture était équipée d'une version de 7 litres du moteur V8 de Ford, et le Grand Prix des 3 heures de Palm Beach, où Pruett était associé à Whitney Ganz, a vu l'équipe terminer dixième au général et cinquième de la catégorie. Halsmer est revenu avec son partenaire Pruett au Camel Continental; l'équipe, qui courait désormais sous la bannière Applicon/Roush, a abandonné après 98 tours et s'est classée 15e au général et quatrième dans la catégorie GTP. Deux autres inscriptions, au Grand Prix de Californie et au Grand Prix de Californie du Sud, ont été déposées ; mais la Mustang Maxum GTP n'a couru dans aucun de ces courses.
Pruett, qui avait conduit le plus de courses avec la voiture, s'est classé 16e avec 47 points au championnat des pilotes, tandis que Halsmer était 19e avec 41 points.

## Action de justice
Les mauvaises performances de la voiture ont été une source d'irritation considérable pour Jack Roush et il a refusé de payer le solde de son contrat avec Maxum. Au cours du procès qui a suivi, John Dick a admis avoir unilatéralement apporté des modifications importantes à la voiture avant même qu'elle ne fasse un tour de roue. Comme cela signifiait que les performances de la voiture "telle que conçue" n'avaient jamais été testées, l'affaire a finalement été réglée à l'amiable. Les deux châssis ont été rendus à Maxum et Roush a payé un règlement financier important.
Après le retour des voitures au Royaume-Uni, Denis Aldred a découvert que le nez de la voiture que Halsmer avait écrasé à Miami avait été mal réparé. Les supports de suspension étaient désormais situés dans des trous trop grands, les faisant «errer» pendant une course et, avec pour effet direct, de rendre la maniabilité imprévisible.